# Mauricio Castro
Mauricio Fernando Castro Matamoros (Tegucigalpa, 11 agosto 1981) è un ex calciatore honduregno, di ruolo centrocampista.